# ایلاریون چوبانو
ایلاریون چوبانو (رومانیایی: Ilarion Ciobanu؛ ‏ ۲۸ اکتبر ۱۹۳۱ – ۷ سپتامبر ۲۰۰۸) بازیگر اهل رومانی بود.
از فیلم‌ها یا سریال‌های تلویزیونی که وی در آن نقش داشته‌است، می‌توان به بادبان‌های برافراشته، میهای دلیر، میهائیل، سگ سیرک، فناناپذیران، آخرین فشنگ، پیامبر، طلا و اهالی ترانسیلوانی و با دست‌های پاک اشاره کرد.